# Frankenstein Jr. (serie animata)
Frankenstein Jr. è una serie televisiva animata del 1966, creata da William Hanna e Joseph Barbera.
La serie è stata trasmessa per la prima volta negli Stati Uniti su CBS dal 10 settembre 1966 al 7 gennaio 1967, per un totale di 18 episodi ripartiti su una stagione.  In Italia è stata trasmessa su Ciao Ciao dal 23 novembre 1979.

## Trama
La storia narra delle avventure del robot Frankenstein Jr costruito dal Prof. Conroy per suo figlio Buzz che, grazie ad un anello, può chiamarlo quando si trova in pericolo.

## Doppiaggio
| Nome del personaggio | Doppiatore originale | Doppiatore italiano |
| -------------------- | -------------------- | ------------------- |
| Frankenstein Jr.     | Ted Cassidy          | Renzo Stacchi       |
| Buzz Conroy          | Dick Beals           | Laura Boccanera     |
| Dr. Conroy           | John Stephenson      | Silvio Anselmo      |
| Narratore            | John Frees           | Luciano De Ambrosis |

## Episodi
| N° | Titolo originale                         | Titolo italiano                   | Prima TV USA      | Prima TV Italia  |
| -- | ---------------------------------------- | --------------------------------- | ----------------- | ---------------- |
| 1  | The Shocking Electrical Monster          | Il mostro elettrico del dr. Shock | 10 settembre 1966 | 23 novembre 1970 |
| 2  | The Spyder Man                           |                                   | 17 settembre 1966 |                  |
| 3  | The Menace from the Wax Museum           |                                   | 24 settembre 1966 |                  |
| 4  | The Alien Brain from Outer Space, Part 1 | Il cervello pazzo (1ª parte)      | 1º ottobre 1966   | 25 novembre 1979 |
| 5  | The Alien Brain from Outer Space, Part 2 | Il cervello pazzo (2ª parte)      | 8 ottobre 1966    | 27 novembre 1979 |
| 6  | UFO: Unidentified Fiendish Object        |                                   | 15 ottobre 1966   |                  |
| 7  | The Unearthly Plant Creatures            | Plantman e le piante viventi      | 22 ottobre 1966   |                  |
| 8  | The Deadly Living Images                 | Le immagini viventi               | 29 ottobre 1966   |                  |
| 9  | The Colossal Junk Monster                |                                   | 5 novembre 1966   |                  |
| 10 | The Incredible Aqua-Monsters             |                                   | 12 novembre 1966  |                  |
| 11 | The Gigantic Ghastly Genie               |                                   | 19 novembre 1966  |                  |
| 12 | The Birdman                              | Birdman l'artiglio                | 26 novembre 1966  |                  |
| 13 | The Invasion of the Robot Creatures      |                                   | 3 dicembre 1966   |                  |
| 14 | The Manchurian Menace                    |                                   | 10 dicembre 1966  |                  |
| 15 | The Mad Monster Maker                    |                                   | 17 dicembre 1966  |                  |
| 16 | The Monstermobile                        |                                   | 24 dicembre 1966  |                  |
| 17 | Pilfering Putty Monster                  |                                   | 31 dicembre 1966  |                  |
| 18 | The Spooktaculars                        |                                   | 7 gennaio 1967    |                  |

## Trasmissioni
Trasmessa con la serie Gli Impossibili nel contenitore: Frankenstein Jr. e gli Impossibili.